# Thomas Fincke
Thomas Fincke (6 de enero de 1561-24 de abril de 1656) fue un matemático y físico danés, profesor de la Universidad de Copenhague durante más de 60 años.

## Biografía
Thomas Jacobsen Fincke nació en Flensburgo, en Schleswig (actual Alemania). Fincke era hijo del concejal Jacob Fincke y de Anna Thorsmede. Realizó sus estudios primarios en su ciudad natal y a partir de 1577 estudió matemáticas, retórica y otros estudios filosóficos durante cinco años en la Universidad de Estrasburgo.
En 1590, se convirtió en profesor de matemáticas en la Universidad de Copenhague. En 1603 obtuvo también una cátedra de medicina. Su principal contribución se encuentra en su libro Geometria rotundi (1583), en el que introdujo los nombres modernos de las funciones trigonométricas tangente y secante.
Falleció en Copenhague y fue enterrado en la Catedral de Nuestra Señora.